# 马丁·马林钦
马丁·马林钦（1992年2月18日—），斯洛伐克男子冰球运动员。他曾代表斯洛伐克参加2014年和2022年冬季奥林匹克运动会冰球比赛，其中2022年冬季奥运会获得一枚铜牌。